# Orbitolites
Orbitolites, en ocasiones errónemamente denominado Orbitolithes, es un género de foraminífero bentónico de la subfamilia Soritinae, de la familia Soritidae, de la superfamilia Soritoidea, del suborden Miliolina y del orden Miliolida. Su especie tipo es Orbitolites complanatus. Su rango cronoestratigráfico abarca desde el Ypresiense (Eoceno inferior) hasta el Luteciense (Eoceno medio).

## Clasificación
Se han descrito numerosas especies de Orbitolites. Entre las especies más interesantes o más conocidas destacan:
- Orbitolites complanatus

Un listado completo de las especies descritas en el género Orbitolites puede verse en el siguiente anexo.
En Orbitolites se han considerado los siguientes subgéneros:
- Orbitolites (Amphisorus), aceptado como género Amphisorus
- Orbitolites (Marginopora), aceptado como género Marginopora
- Orbitolites (Praesorites), aceptado como género Praesorites
- Orbitolites (Sorites), aceptado como género Sorites